# Shyamal Bose
Shyamal Bose (* 24. März 1961 in Gosaba, Westbengalen) ist ein indischer Geistlicher und römisch-katholischer Bischof von Baruipur.

## Leben
Shyamal Bose besuchte das Knabenseminar in Barasat und studierte anschließend am Regionalseminar Morning Star in Barakpur sowie am St. Albert’s College in Ranchi. Am 5. Mai 1991 empfing er das Sakrament der Priesterweihe für das Bistum Baruipur.
Nach Tätigkeiten in der Pfarrseelsorge leitete er von 1998 bis 2006 das diözesane Sozialdienstzentrum Palli Unnayan Samiti. Gleichzeitig war er von 2000 bis 2006 Generalvikar und Kanzler der Diözesankurie von Baruipur. Nach zwei Jahren als Pfarrer in Thakurpukur studierte er von 2008 bis 2010 in Bangalore und erwarb das Lizenziat in Biblischer Theologie. Bis 2016 war er Pfarrer in Kumrokhali und anschließend Diözesanökonom und erneut Kanzler der Diözesankurie.
Am 17. Mai 2019 ernannte ihn Papst Franziskus zum Koadjutorbischof von Baruipur. Der Erzbischof von Kalkutta, Thomas D’Souza, spendete ihm am 24. Juni desselben Jahres die Bischofsweihe. Mitkonsekratoren waren der Bischof von Baruipur, Salvadore Lobo, und dessen Amtsvorgänger Linus Nirmal Gomes SJ.
Mit dem Rücktritt von Salvadore Lobo am 4. Mai 2020 folgte Shyamal Bose diesem als Bischof von Baruipur nach.